# José Loreto
José Loreto Freixo Prestes (Niterói, 27 de maio de 1984) é um ator brasileiro.

## Carreira
Em 2003, aos 18 anos, foi morar em Los Angeles, nos Estados Unidos, onde trabalhou no time de seguranças de celebridades como Stevie Wonder e Gisele Bündchen. Em 2005 voltou a morar no Brasil ao passar nos testes para Malhação, onde permaneceu por duas temporadas interpretando o skatista Marcão. Em 2008 interpretou o mutante Scorpio em Os Mutantes. Ganhou notoriedade em 2012 ao interpretar Darkson em Avenida Brasil. Em 2013, atuou em Flor do Caribe como (Candinho) Em 2014 interpretou o papel de um vilão em Boogie Oogie, novela de Rui Vilhena, que substituiu Meu Pedacinho de Chão. É um dos participantes fixos do programa Amor & Sexo, apresentado por Fernanda Lima. Em outubro de 2016, estrela a peça A Paz Perpétua no Oi Futuro Flamengo no Rio de Janeiro, ao lado de João Velho, Kadu Garcia e Alex Nader, com direção de Aderbal Freire Filho. Em 2018, atua na novela da 21h, O Sétimo Guardião, interpretando o personagem Júnior.
Em maio de 2021, em entrevista ao jornal O Globo, falou sobre os desafios de interpretar Walter Casagrande e Sidney Magal nos cinemas. Por causa da pandemia, os filmes não têm previsão de estreia. 

## Vida pessoal
Formado em cinema pela CAL. O ator é diabético tipo 1. Em 2012, assumiu o namoro com a colega de elenco Débora Nascimento, no programa Domingão do Faustão. Em 19 de maio de 2015 o casal oficializou o casamento em Abu Dhabi. Em 9 de julho de 2017, Loreto foi vítima de vazamento de um vídeo íntimo na Internet, sobre o ocorrido, declarou: "Divulgação de fotos, vídeos e outros materiais com teor sexual sem o consentimento do dono é crime. Infelizmente, nas últimas horas, fui pego de surpresa ao ver minha intimidade exposta em um vídeo feito aproximadamente há dez anos e gravado sem a minha permissão, obviamente sem a mesma para sua divulgação [...] Além de crime, são tristes porque afetam as vítimas e também suas famílias e as consequências muitas vezes podem ser devastadoras. A partir daqui não irei mais me pronunciar, meus advogados assumem o caso. Peço a todos compreensão e sobre tudo respeito e privacidade".
Em 14 de abril de 2018, nasceu sua primeira filha, Bella. Em janeiro do ano seguinte, o ator confirmou sua separação de Débora Nascimento, que teria ocorrido após uma suposta traição por parte dele, o que foi negado por sua assessoria.
Entre agosto de 2022 e janeiro de 2023, namorou a apresentadora Rafa Kalimann.

## Filmografia

### Televisão
| Ano       | Título                           | Personagem                                         | Nota                                                |
| --------- | -------------------------------- | -------------------------------------------------- | --------------------------------------------------- |
| 2005–2007 | Malhação                         | Marcos Lombaza (Marcão)                            | Temporadas 12–13                                    |
| 2007      | A Turma do Didi                  | John                                               | Episódio: "2 de agosto"                             |
| 2008      | Os Mutantes: Caminhos do Coração | Scorpion                                           |                                                     |
| 2008      | Três Irmãs                       | Luís Carlos (Mamute)                               | Episódios: "6–9 de outubro"                         |
| 2010      | Força-Tarefa                     | Recruta                                            | Episódio: "Bolsa-Família"                           |
| 2010      | Separação?!                      | Róbson                                             | Episódio: "Vaca Atolada"                            |
| 2010      | Tal Filho, Tal Pai               | Careca                                             | Especial de fim de ano                              |
| 2011      | Macho Man                        | Diogo                                              | Episódio: "Nelson Sofre um Acidente"                |
| 2012      | Avenida Brasil                   | Darkson Silas                                      |                                                     |
| 2012–2018 | Amor & Sexo                      | Jurado                                             | Temporadas 6–11                                     |
| 2013      | Flor do Caribe                   | Francisco Cândido Trindade Alburquerque (Candinho) |                                                     |
| 2014      | Segunda Dama                     | Kaíke Rocha                                        |                                                     |
| 2014      | Boogie Oogie                     | Pedro de Oliveira                                  |                                                     |
| 2015      | Não se Apega Não                 | Igor Tullon                                        | Episódio: "23 de novembro"                          |
| 2015      | Tomara que Caia                  | Hilton                                             | Episódio: "Quem Você Deixaria em uma Ilha Deserta?" |
| 2016      | Haja Coração                     | Adônis dos Santos Menezes                          |                                                     |
| 2017      | Os Dias Eram Assim               | Francisco (Chico)                                  | Episódios: "26 de maio–6 de junho"                  |
| 2017      | Mister Brau                      | Filipe César                                       | Episódio: "18 de julho"                             |
| 2017      | Cidade Proibida                  | Adalberto Cruz (Bonitão)                           |                                                     |
| 2018      | Espelho da Vida                  | Ele mesmo                                          | Episódio: "25 de setembro"                          |
| 2018      | O Sétimo Guardião                | Eurico Rocha Júnior (Júnior)                       |                                                     |
| 2019      | Carcereiros                      | Paraíba                                            | Episódio: "Cartas não Mentem"                       |
| 2022      | Pantanal                         | Tadeu Aparecido Leôncio                            |                                                     |
| 2023      | Vai na Fé                        | Lui Lorenzo Campos                                 |                                                     |
| 2024      | The Masked Singer Brasil         | Jurado                                             | Temporada 4                                         |
| 2024      | No Rancho Fundo                  | Marcelo Gouveia                                    |                                                     |
| 2025      | Jogo Cruzado                     | Matheus Reis                                       |                                                     |
| 2025      | Dona de Mim                      | Lui Lorenzo Campos                                 | Episódios: "31 de julho–1 de agosto"                |

### Cinema
| Ano  | Título                                          | Personagem    |
| ---- | ----------------------------------------------- | ------------- |
| 2014 | Tarzan - A Evolução da Lenda                    | Tarzan (voz)  |
| 2014 | Os Homens São de Marte... E É Pra Lá que Eu Vou | Marcelinho    |
| 2016 | Mais Forte que o Mundo                          | José Aldo     |
| 2019 | Pacificado                                      | Nelson        |
| 2022 | Abestalhados 2                                  | Ator do filme |

### Videoclipes
| Ano  | Música            | Artista   |
| ---- | ----------------- | --------- |
| 2016 | "Pra te Provocar" | MC Illana |
| 2017 | "Te Pegar"        | Iza       |

## Teatro
| Ano  | Título                                     | Personagem |
| ---- | ------------------------------------------ | ---------- |
| 2007 | Jovens Casais, Problemas Atuais            | Brioco     |
| 2010 | Zé Vagão da Roda Fina e sua Mãe Leopoldina |            |
| 2012 | Garotos                                    |            |
| 2016 | A Paz Perpétua                             | John John  |
| 2025 | Paixão de Cristo de Nova Jerusalém         | Jesus      |

## Discografia

### Trilha Sonora
| Ano  | Título                        | Álbum                   |
| ---- | ----------------------------- | ----------------------- |
| 2023 | "Pool Party do Lui"           | Lui Lorenzo - Vai na Fé |
| 2023 | "Se Eu Fosse Casado"          | Lui Lorenzo - Vai na Fé |
| 2023 | "Hoje a Bagunça é Lá em Casa" | Lui Lorenzo - Vai na Fé |
| 2023 | "Joaninha"                    | Lui Lorenzo - Vai na Fé |
| 2023 | "A Vida Continua"             | Lui Lorenzo - Vai na Fé |
| 2023 | "Vem Dançar"                  | Lui Lorenzo - Vai na Fé |

## Prêmios e indicações
| Ano  | Prêmio                              | Categoria                          | Indicação              | Resultado |
| ---- | ----------------------------------- | ---------------------------------- | ---------------------- | --------- |
| 2012 | Meus Prêmios Nick                   | Ator Favorito                      | Avenida Brasil         | Indicado  |
| 2012 | Prêmio Extra de Televisão           | Revelação                          | Avenida Brasil         | Indicado  |
| 2012 | Prêmio Quem de Televisão            | Revelação                          | Avenida Brasil         | Indicado  |
| 2013 | Melhores do Ano                     | Ator Revelação                     | Avenida Brasil         | Indicado  |
| 2013 | Prêmio Extra de Televisão           | Melhor Ator Coadjuvante            | Flor do Caribe         | Indicado  |
| 2016 | Los Angeles Brazilian Film Festival | Melhor Ator                        | Mais Forte que o Mundo | Indicado  |
| 2016 | Prêmio Quem de Cinema               | Melhor Ator                        | Mais Forte que o Mundo | Indicado  |
| 2016 | Prêmio Men of the Year Brasil       | Homem do Ano (Cinema)              | Mais Forte que o Mundo | Venceu    |
| 2022 | Prêmio Contigo!                     | Ator Coadjuvante - Novela ou Série | Pantanal               | Indicado  |
| 2022 | Prêmio Contigo!                     | Casal do Ano                       | José e Rafa Kalimann   | Indicado  |
| 2023 | Prêmio iBest                        | Influenciador Protagonista         | Vai na Fé              | Indicado  |
| 2023 | Prêmio ArteBlitz de Novela          | Melhor Ator Coadjuvante            | Vai na Fé              | Indicado  |
| 2023 | Prêmio Área VIP                     | Melhor Personagem                  | Vai na Fé              | Pendente  |
| 2023 | Melhores do Ano - Duh Secco         | Ator Coadjuvante                   | Vai na Fé              | Pendente  |